# Реслманія XXVII
«WrestleMania XXVII» (англ. «Wrestlemania XXVII») є двадцять сьомим щорічним pay-per-view від WWE. Свято пройшло 3 квітня 2011 рік а, в Джорджія Дом, Атланта..
Ведучим Реслманії XXVII був  Скала.
Квитки на головне шоу року офіційно почали продавати 13 листопада 2010 року. За даними квартального звіту WWE, Реслманія XXVII була продана 1 059 000 разів, що істотно більше, ніж в минулому році. ППВ зібрало 6,6 млн доларів і відвідало 71 617 людей.

## Матчі
| №                                | Матч | Тип матча                                                         | Час   |
| -------------------------------- | --- | ----------------------------------------------------------------- | ----- |
| Темний матч                      | Шеймус (c) проти Денієла Браяна, матч закінчився нічиєю                                                                      | Поєдинок з лісорубами за титул чемпіона Сполучених Штатів         | 5:18  |
| Пре-шоу                          | Переміг Великий Калі, вибивши останнім Шеймуса                                                                               | Королівська битва 22 реслерів                                     | 8:46  |
| 1                                | Едж (c) (з Крістіаном) переміг Альберто Дель Ріо (з Рікардо Родрігесом і Бродуса Клеєм)                                      | Одиночний поєдинок за титул Чемпіона світу у важкій вазі.         | 11:20 |
| 2                                | Коді Роудс переміг Рея Містерія                                                                                              | Одиночний поєдинок                                                | 12:00 |
| 3                                | Кейн, Біг Шоу, Сантіно Марелла і Кофі Кінгстон перемогли Ядро (Уейд Барретт, Ізекіль Джексон, Джастін Гебріел і Хіт Слейтер) | Командний поєдинок 8 реслерів                                     | 1:35  |
| 4                                | Ренді Ортон переміг СМ Панка                                                                                                 | Одиночний поєдинок.                                               | 14:47 |
| 5                                | Майкл Коул переміг Джеррі Лоулера в результаті дискваліфікації                                                               | Одиночний поєдинок зі спеціально запрошеним рефері Стівом Остіном | 13:45 |
| 6                                | Андертейкер переміг Тріпл Ейча                                                                                               | Поєдинок без дискваліфікації.                                     | 29:30 |
| 7                                | Джон Моррісон, Тріш Стратус і Ема перемогли Дольфа Зігглера, Мішель Маккул і Лейлу (c Віккі Герреро)                         | Змішаний поєдинок три на три.                                     | 3:17  |
| 8                                | Міз (c) переміг Джона Сіну                                                                                                   | Одиночний поєдинок за титул Чемпіона WWE.                         | 19:47 |
| (c) — чемпіон на момент поєдинку | |                                                                   |       |

- У королівській битві брало участь 22 реслери: Чаво Герреро, Кріс Мастерс, Курт Хокінс,  Денієл Браян, Девід Харт Сміт, Дрю Макінтайр, Еван Борн,  Джей Усо,  Джиммі Усо, Джонні Кертіс, Джей Ті Джи, Марк Генрі,  Прімо, Ар-Трус, Шеймус,  Тед Дібіасі, Великий Калі, Трент Баррета , Тайлер Рекс, Вільям Рігал,  Есі Тацу і Зак Райдер.
- Спочатку планувалося, що  Володимир Козлов буде битися разом з Сантіно Мареллою, однак через травму плеча, отриманого під час WrestleMania Axxess туру, замість нього виступив Кофі Кінгстон.